# Білоцерківці (Лубенський район)
Білоцеркі́вці — село в Україні, у Пирятинській міській громаді Лубенського району Полтавської області. Населення становить 413 осіб. Колишній орган місцевого самоврядування — Білоцерківська сільська рада.
Храмове свято — на святого Юрія, 6 травня.

## Географія
Село Білоцерківці розташоване на річці Многа, на межі з Дащенками Прилуцького району Чернігівської області, з Яцинами, Прихідьками, Вишневим Лубенського району Полтавської області. Село в північно-західній частині Пирятинської громади. Розташоване за 22 км від Пирятина на схилах ярів і горбів.

## Історія
Перша згадка про село 1639 («Загальний план Диких полів, простіше кажучи, Україна, з належними провінціями» (Ґійом Левассер де Боплан). Білоцерківці засноване на території Київського воєводства Речі Посполитої козаками, які після служби поселялися на землях Яреми Вишневецького. Першими поселенцями були Малиги, Дорошенки, Шокодьки, Дубини, Волошини, Митропани. 1648 — у складі Пирятинської сотні Лубенського полку Гетьманщини.

Жили тут козаки, у часи московської влади з'явилися кріпаки, феодали.
Великі землі мали у володінні нащадки козацьких старшинських родів: Дорошенки, Тарновські, Тимошевські. Білоцерківці входили до В 1784 р. налічували 811 жителів. В 1859 Білоцерківці Лохвицького повіту мали 2177 мешканців. На початку 19 ст. у Білоцерківцях була дерев'яна, а потім — цегляна (1848 р.) церква, винокурний, цегляний заводи, водяний млин, 12 вітряних млинів, земська та церковно-парафіянська школа з двома вчителями.
Селяни крім землеробства, займалися ткацтвом, пошиттям одягу, взуття, вишиванням, виготовленням посуду, ковальством. Працювала аптека та лікарня.

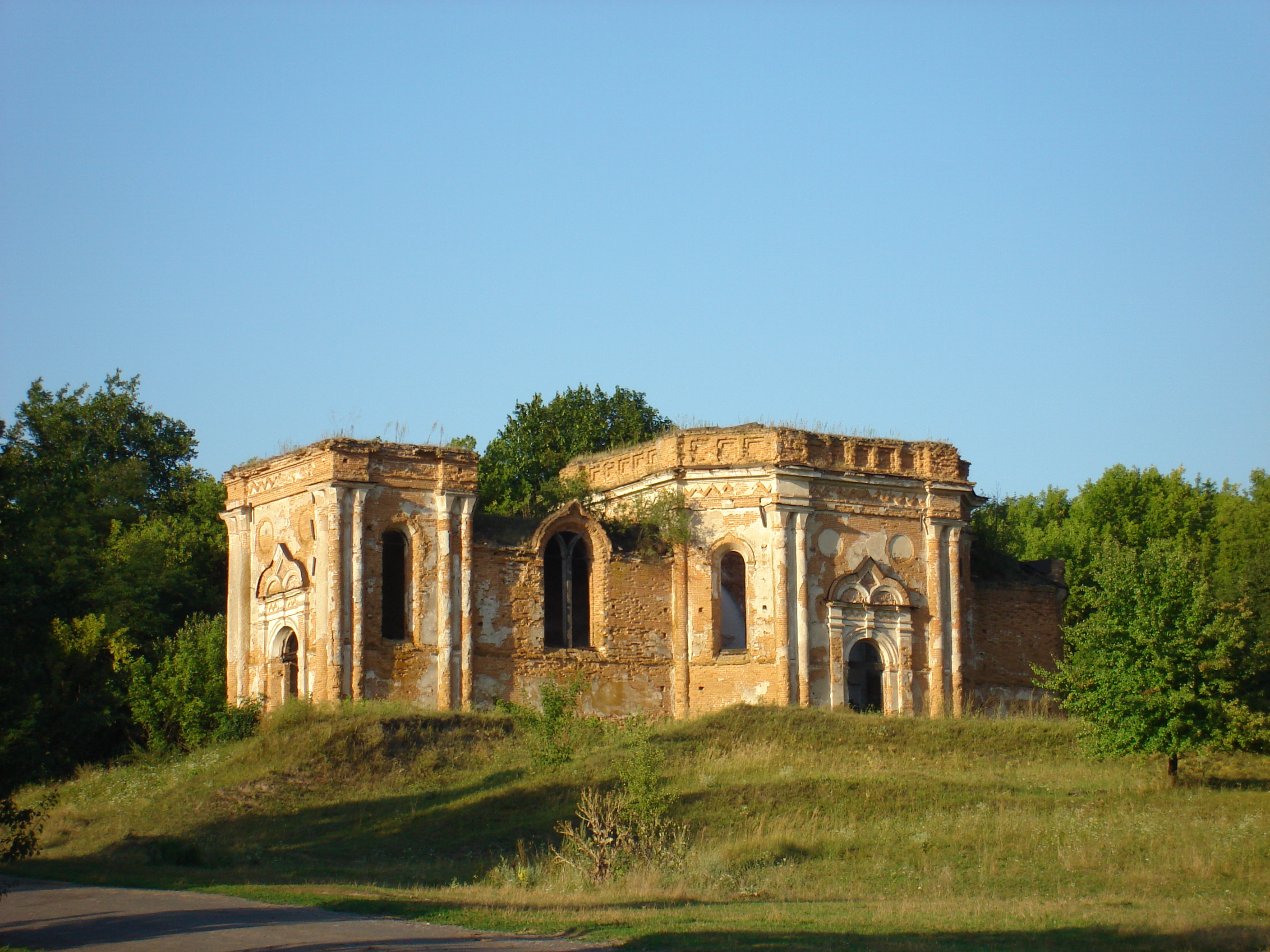

З 1917 — у складі УНР. З квітня 1918 — у Гетьманаті Павла Скоропадського. Перша спроба російсько-більшовицької окупації — у грудні 1918. Під час комуністичного голодомору 1932—1933 рр. загинуло 387 чоловік.
Встановлено такі прізвища: Список жертв голодомору 1932—1933 рр. с. Білоцерківці[недоступне посилання з червня 2019]
У вересні 1941 у селі ліквідована сталінську владу. Село включено до складу Рейхскомісаріату Україна (17.09.1941 — 16.09.43), до Німеччини виїхали 292 особи, за комуністичну агітацію та саботаж розстріляно 16 жителів села. У сталінських військах загинули 223 чоловіка. На братській могилі встановлено надгробок (1957 р.) і пам'ятник (1966 р.) воїнам-землякам, які загинули на фронтах Другої світової війни. Пам'ятник німецькому ідеологу комунізму Карлу Марксу.
12 червня 2020 року, відповідно до розпорядження Кабінету Міністрів України № 721-р «Про визначення адміністративних центрів та затвердження територій територіальних громад Полтавської області», село увійшло до складу Пирятинської міської громади.
19 липня 2020 року, в результаті адміністративно - територіальної реформи та ліквідації Питятинського району, село увійшло до складу новоутвореного Лубенського району.

## Населення
Згідно з переписом УРСР 1989 року чисельність наявного населення села становила 636 осіб, з яких 263 чоловіки та 373 жінки.
За переписом населення України 2001 року в селі мешкало 398 осіб.

### Мова
Розподіл населення за рідною мовою за даними перепису 2001 року:
| Мова       | Відсоток |
| ---------- | -------- |
| українська | 98,06 %  |
| російська  | 1,94 %   |

## Економіка
- Молочно-товарна ферма.
- «Хлібороб-2006», ТОВ.

## Об'єкти соціальної сфери

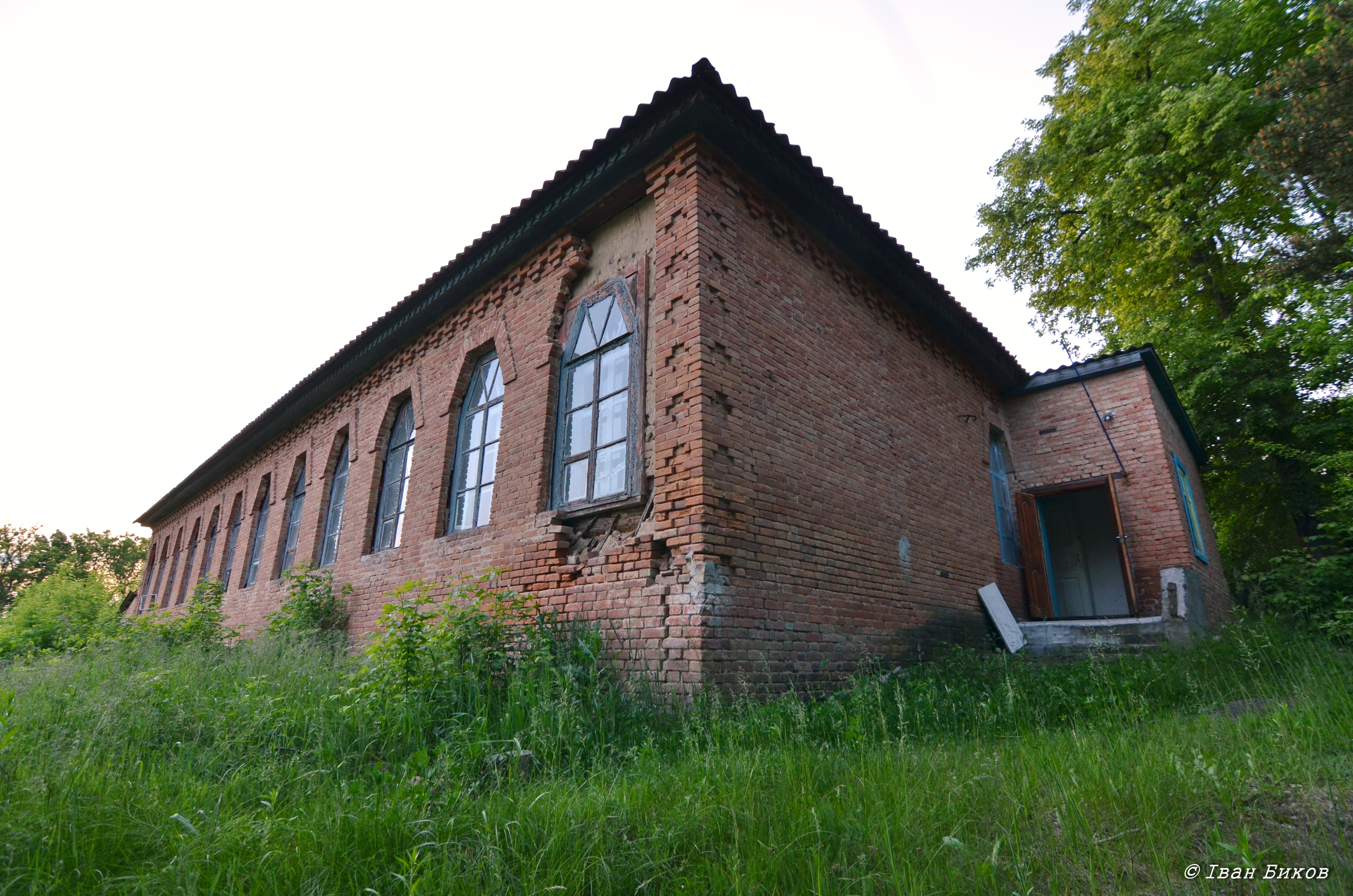
Земська трикомплектна школа 1912 р.

- Школа І ст.

## Георгіївський монастир святих Жон Мироносиць
Заснований в 2009 році на основі зруйнованого Георгіївського монастиря святих Жон Мироносиць (1848 р.) та колишньої школи (1916 р.).
Наразі йде ремонт школи. Збираються кошти на відновлення Георгіївського монастиря святих Жон Мироносиць http://www.xram.org.ua%5Bнедоступне+посилання+з+травня+2019%5D Вже діє домовий храм Святих Жон Мироносиць

## Природа села Білоцерківець

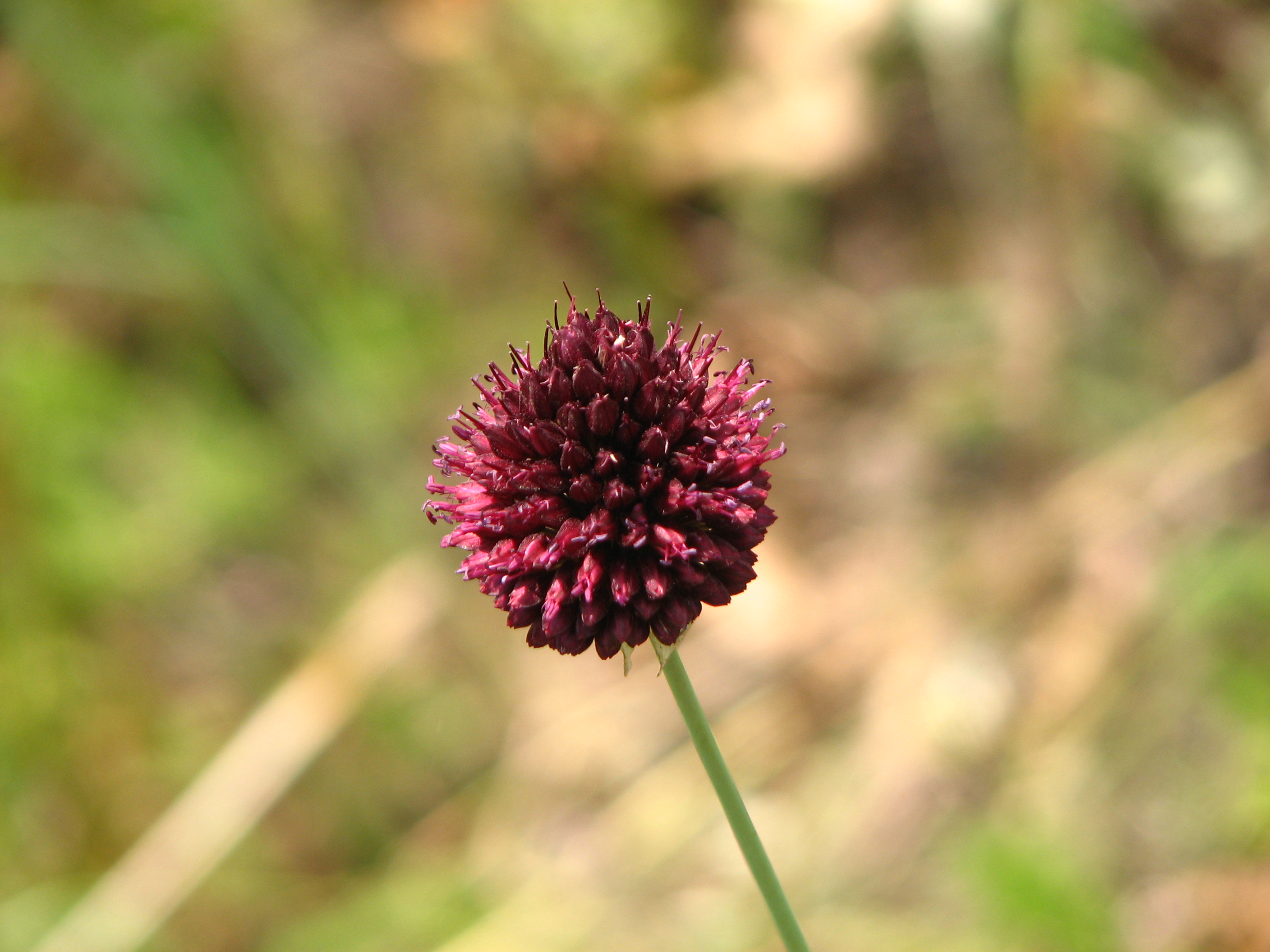

Білоцерківці стоять на висохлій річці Многа, яка колись була судноплавною.
Село має прекрасну природу, на численних схилах й горбах є велика кількість рослин і тварин, занесених до Червоної книги. На території села розташовані два штучні ставки: Долина та Моренцево. Є ліси: Великий ліс, Сироватчина, гаї, діброви.

## Шевченко й Білоцерківці

До с. Білоцерківець і має безпосереднє відношення Тарас Григорович Шевченко. Він намалював портрет одного з жителів села Білоцерківці Лаврентія Бойка, який довгий час і зберігався в Білоцерківцях, а потім був переданий в музей Т. Шевченка в Києві. Невідомо точно, коли і де зроблений цей портрет, можливо великий кобзар був у Білоцерківцях чи можливо познайомився з Лаврентієм Бойком у маєтку Тарновського в Качанівці.

## Видатні люди
- Фальковський Іриней (чернече ім'я Фальковський Іван Якимович, 28 травня 1762 року — 29 квітня 1823 року) — науковець, письменник, історик, математик, географ, астроном, ректор Києво-Могилянської академії, єпископ Чигиринський, Смоленський і Дорогобузький.
- Дорошенко Наталія Вікторівна (1888–1974) — українська громадська діячка, педагог.
- Кальбус Григорій Лаврінович (1915–1993)— доктор технічних наук, професор, талановитий конструктор експериментатор розробник гідравлічних навісних систем тракторів, та технологій порошкової металургії.
- Микола Васильович Лукаш (1928)— доктор медичних наук, член Нью-йоркської академії наук.
- Сергієнко Іван Васильович (нар. 13 серпня 1936) український вчений у галузі інформатики, обчислювальної математики, системного аналізу та математичного моделювання. Академік Національної академії наук України (1988), заслужений діяч науки і техніки України, лауреат Державної премії СРСР (1981), УРСР (1972) і України (1993, 1999, 2005) в галузі науки і техніки.
- Кошовий Михайло Іванович (1954)— навчався у театральній студії при Національний академічний драматичний театр імені Івана Франка та Київський національний університет театру, кіно і телебачення імені Івана Карпенка-Карого, артист, директор Луганського музично-драматичного театру, заслужений діяч мистецтв України.

## Галерея

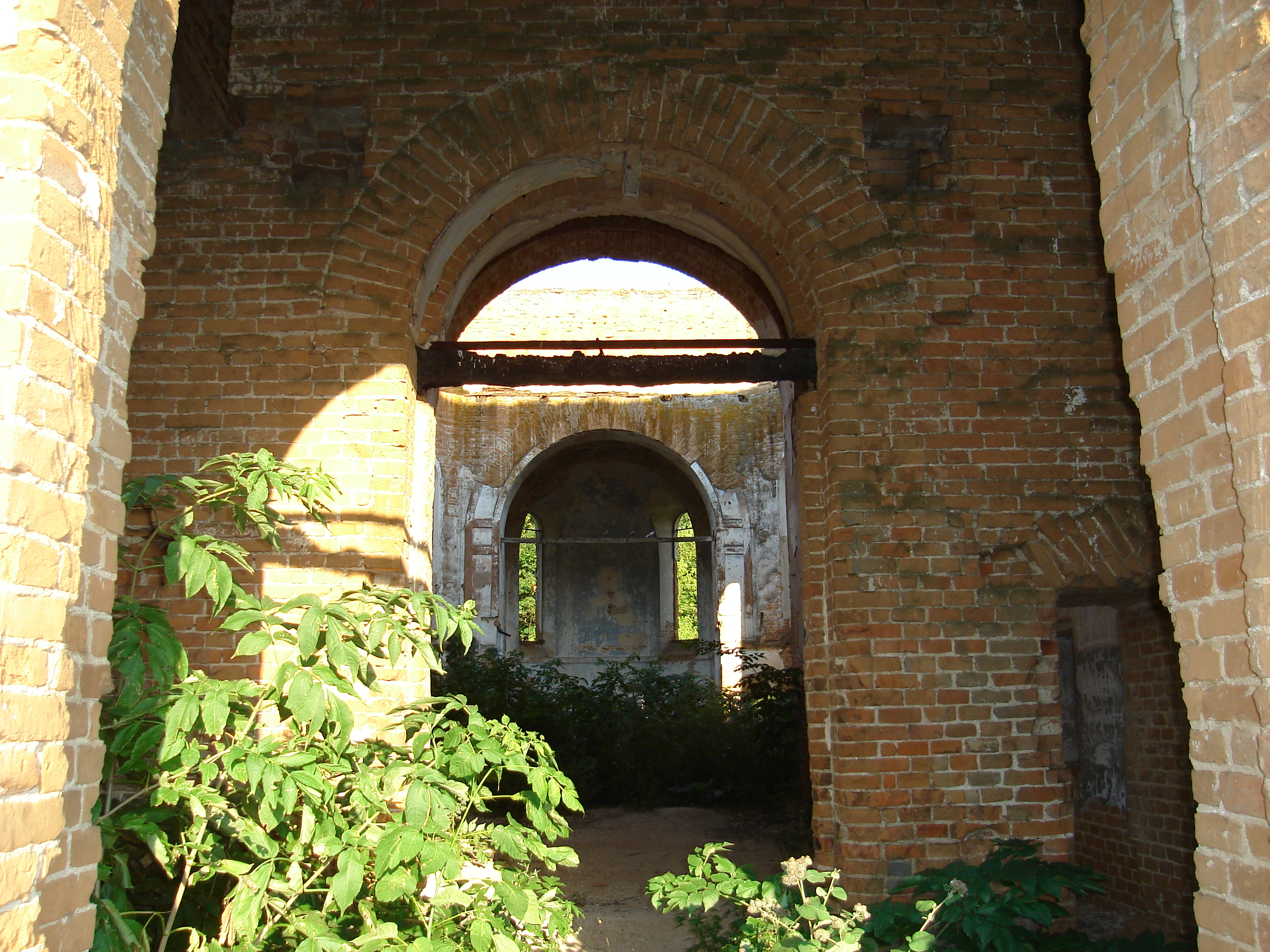
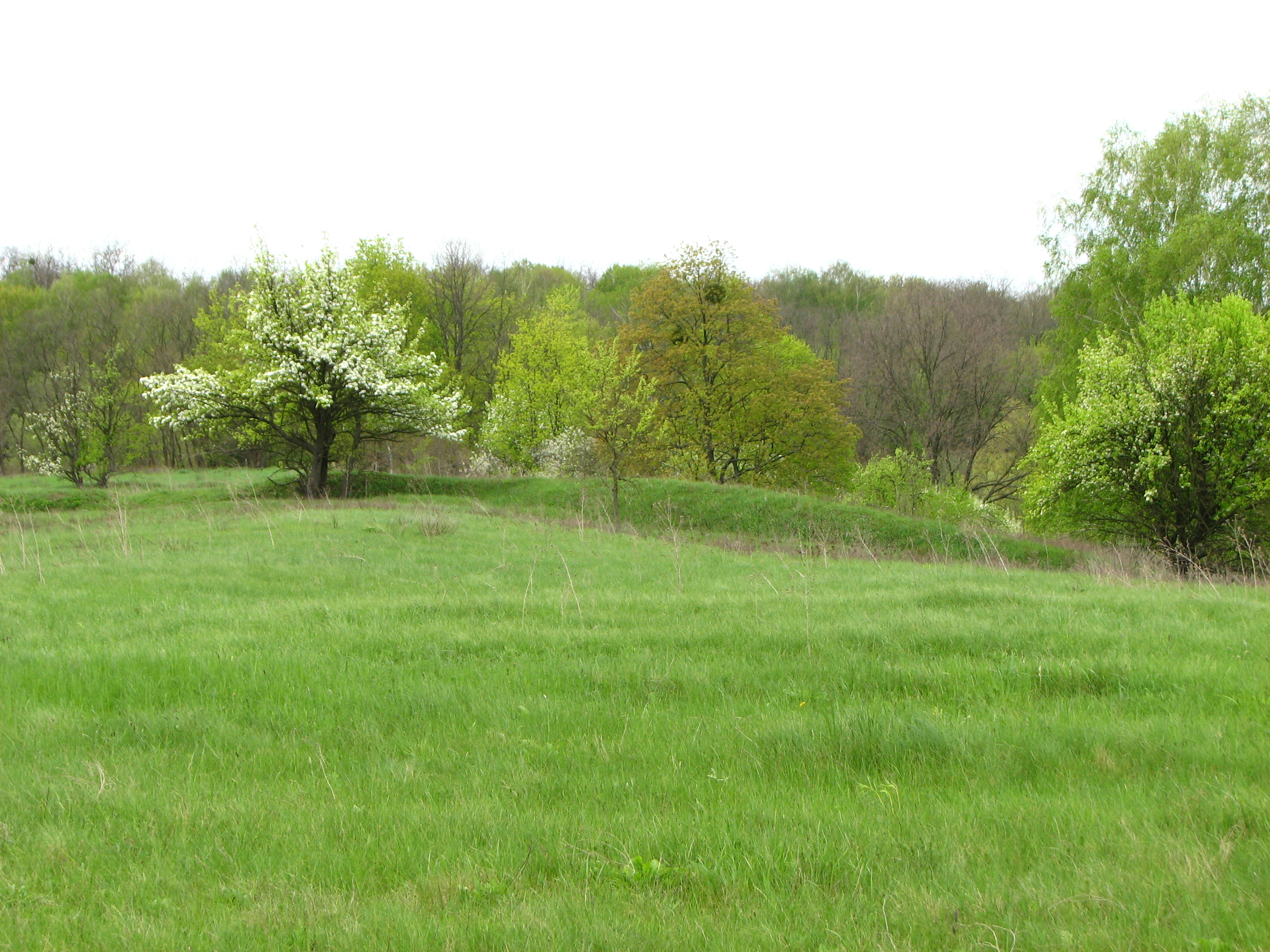
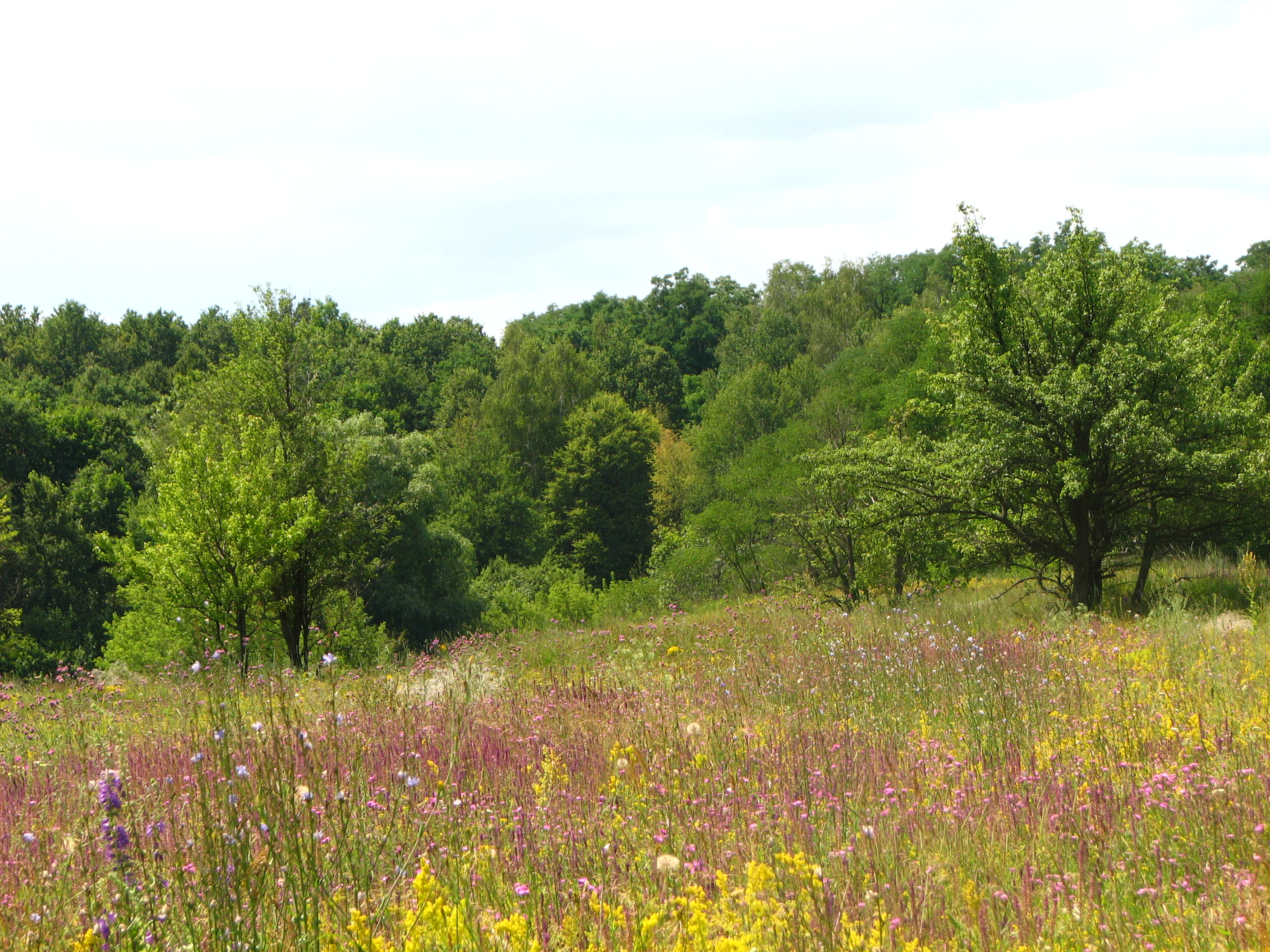
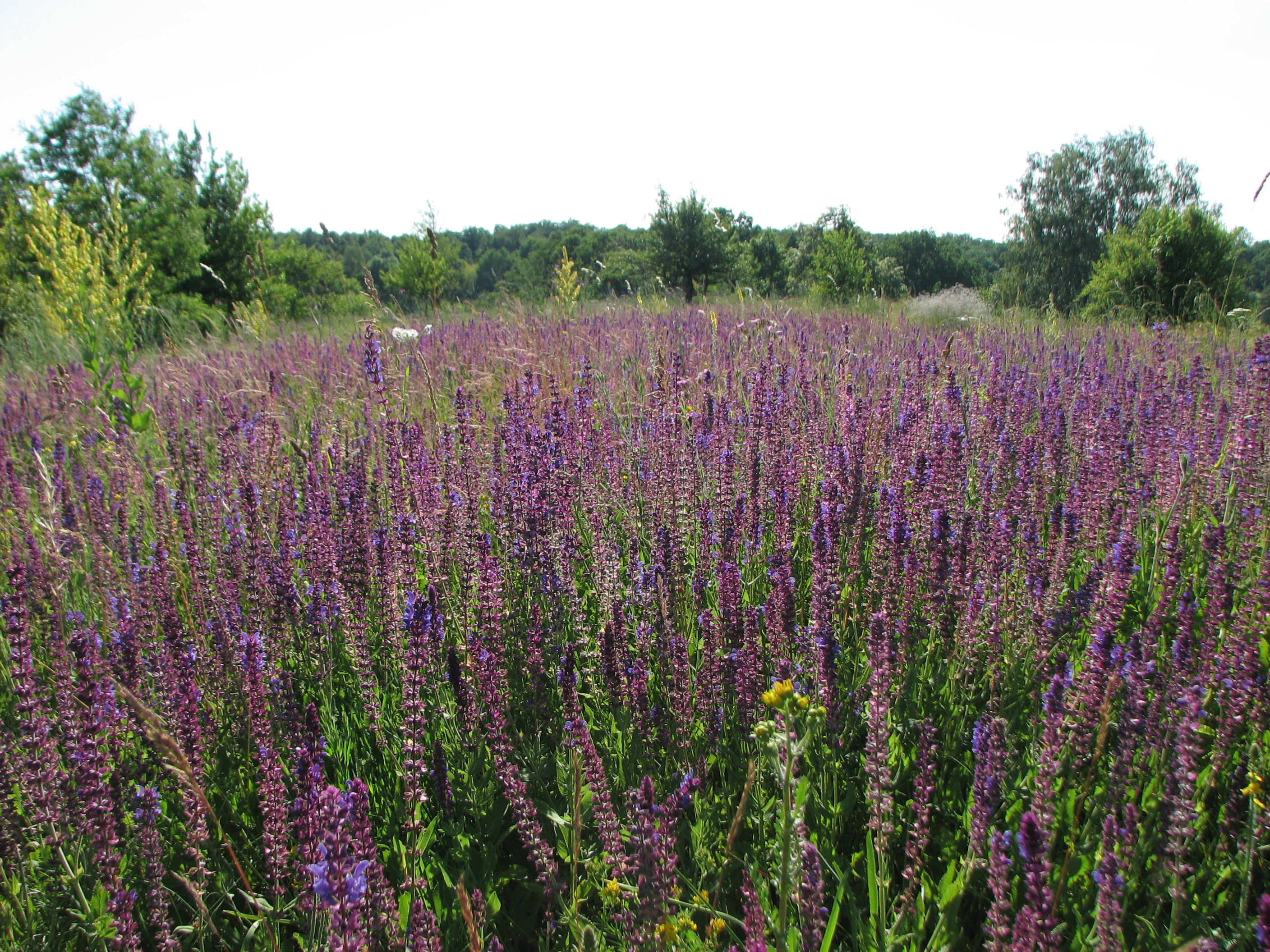
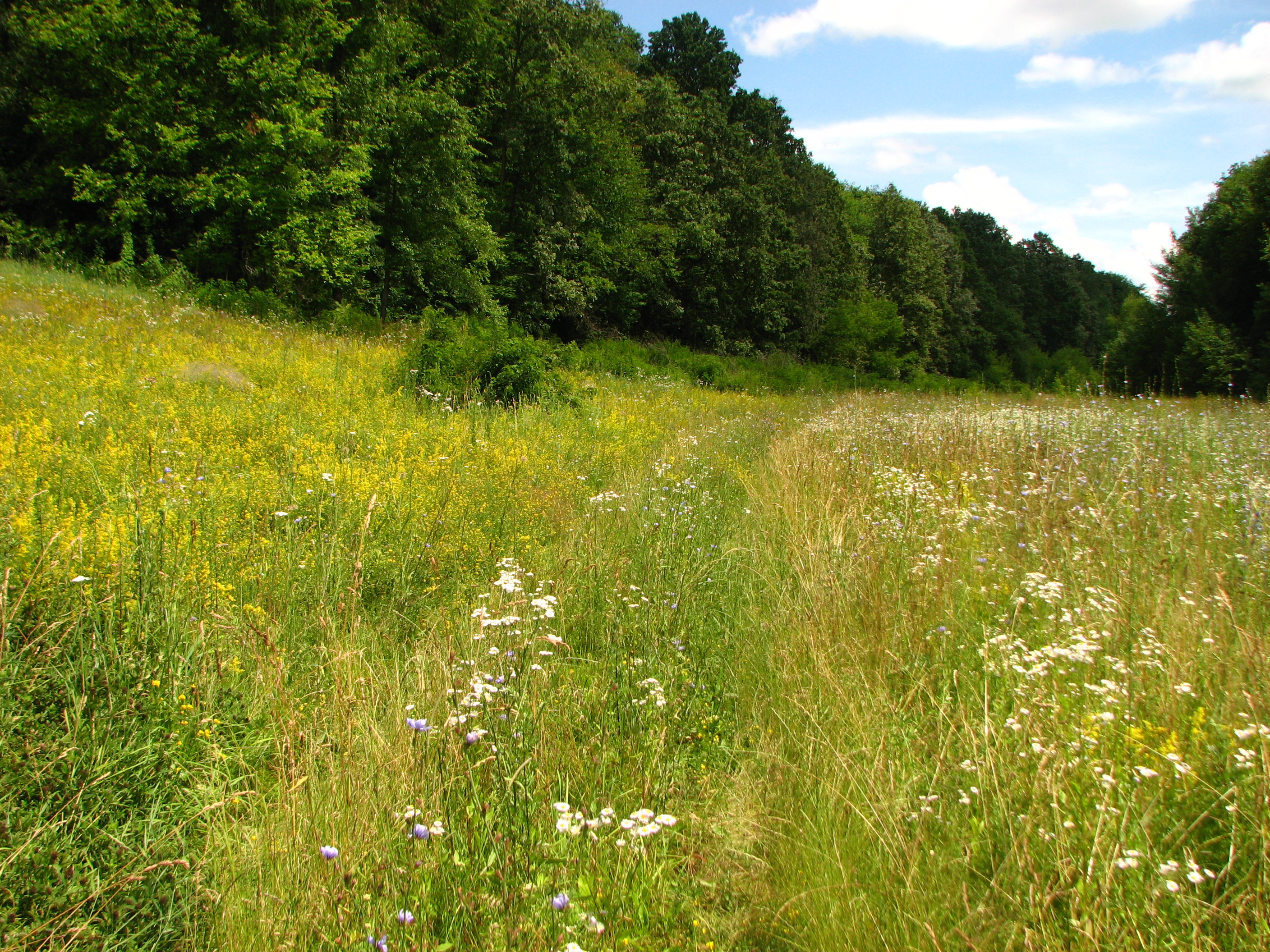
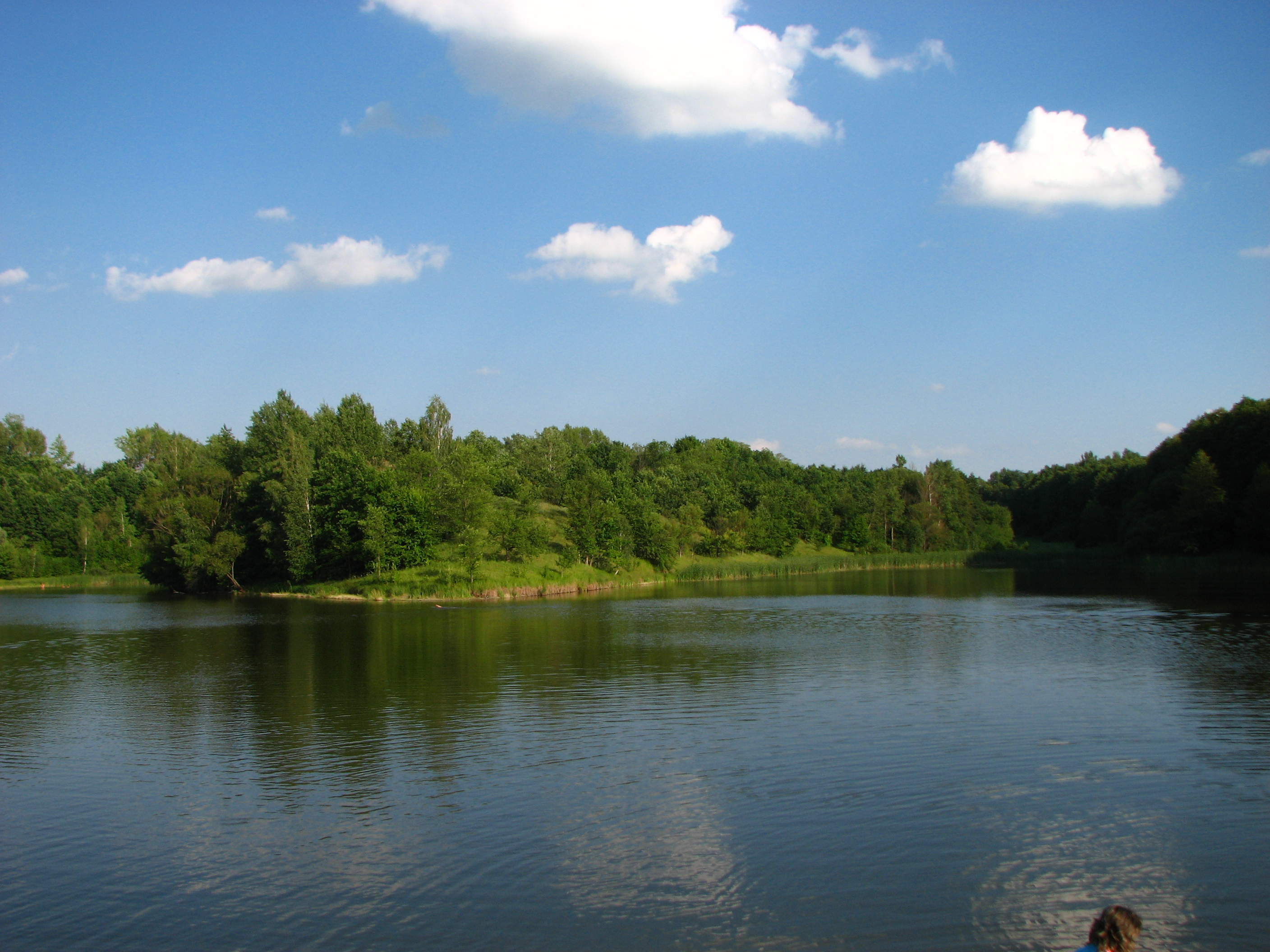
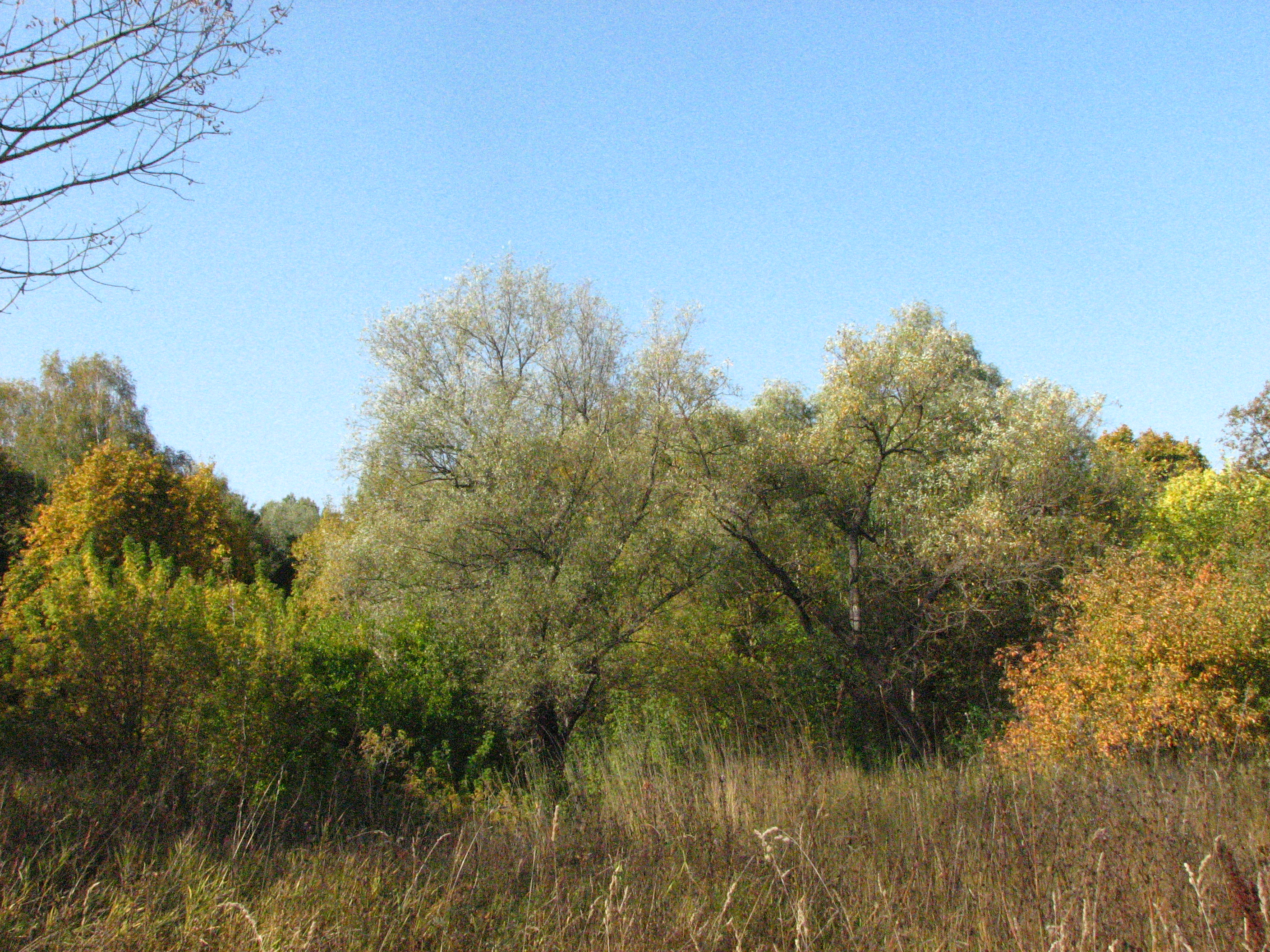
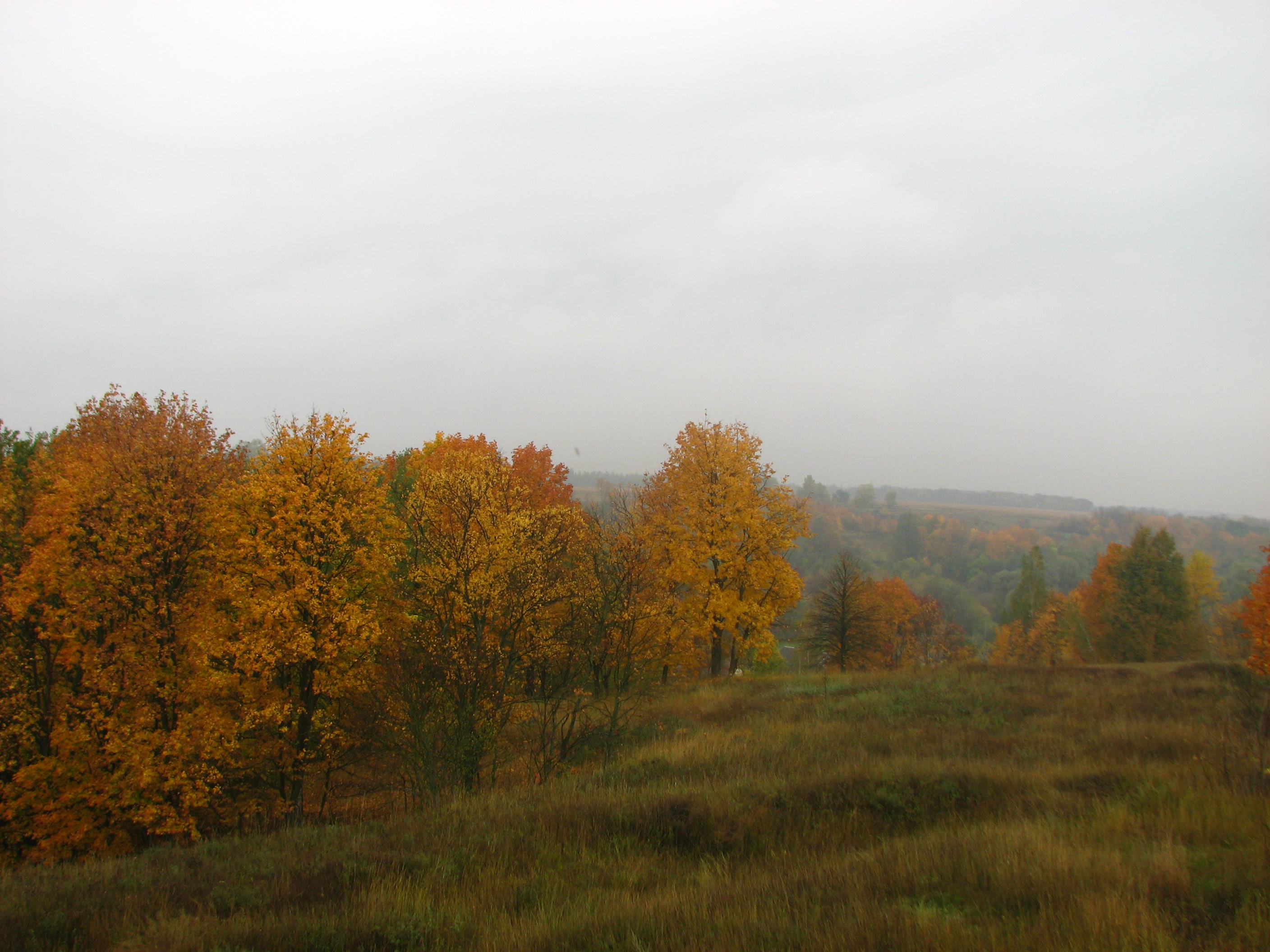
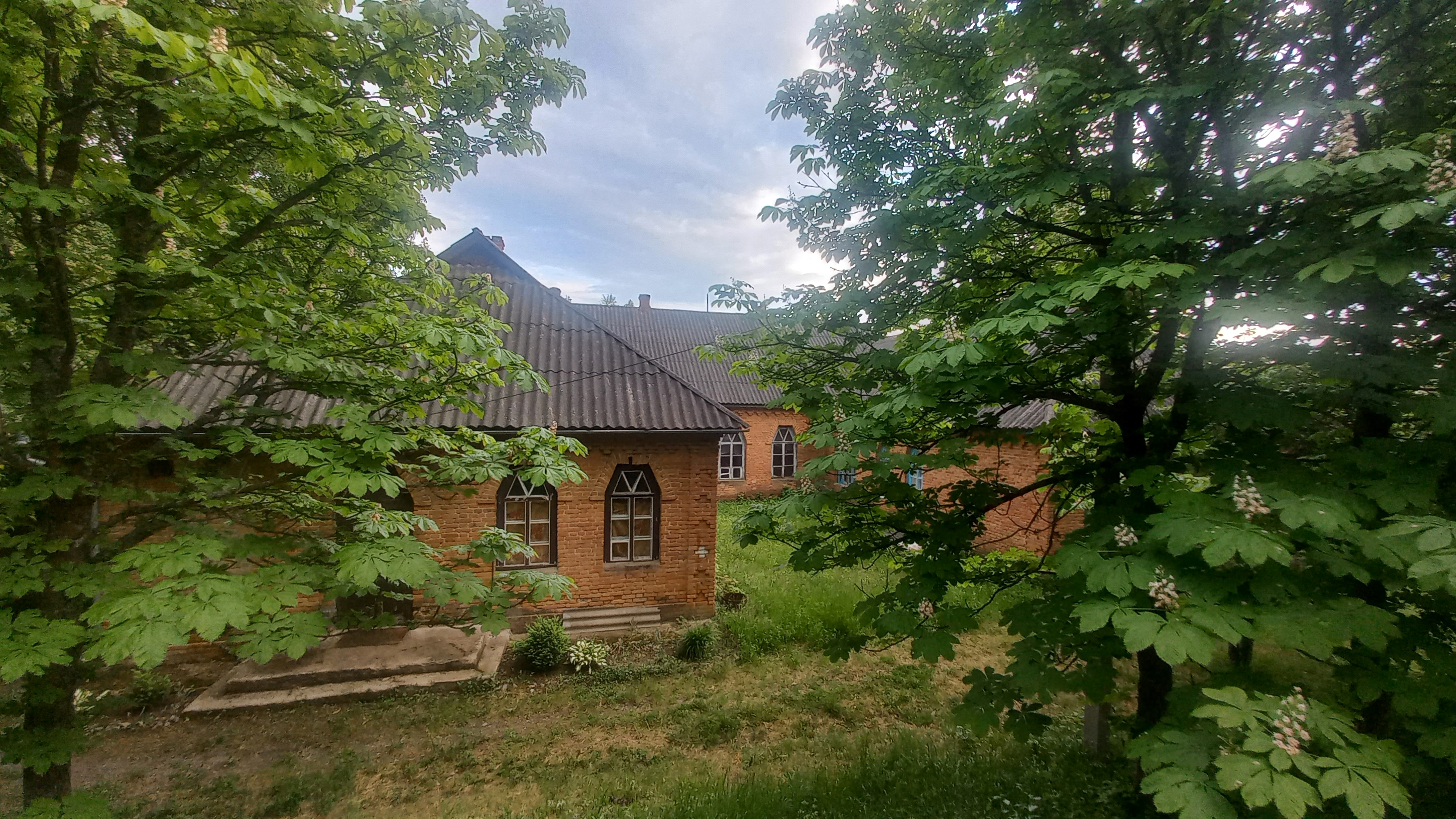
Школа земська трикомплектна Білоцерківці
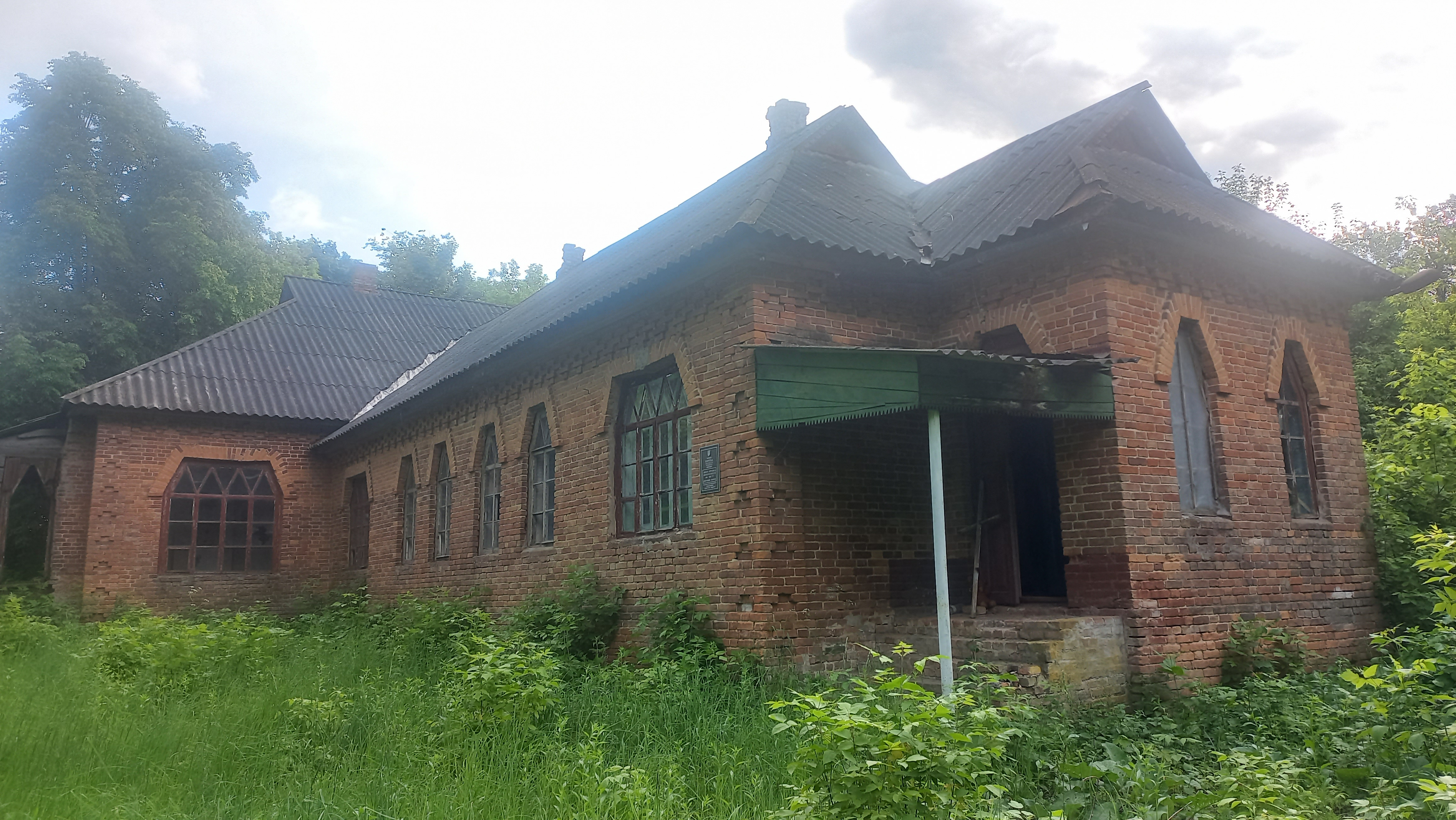
Школа земська двокомплектна Білоцерківці
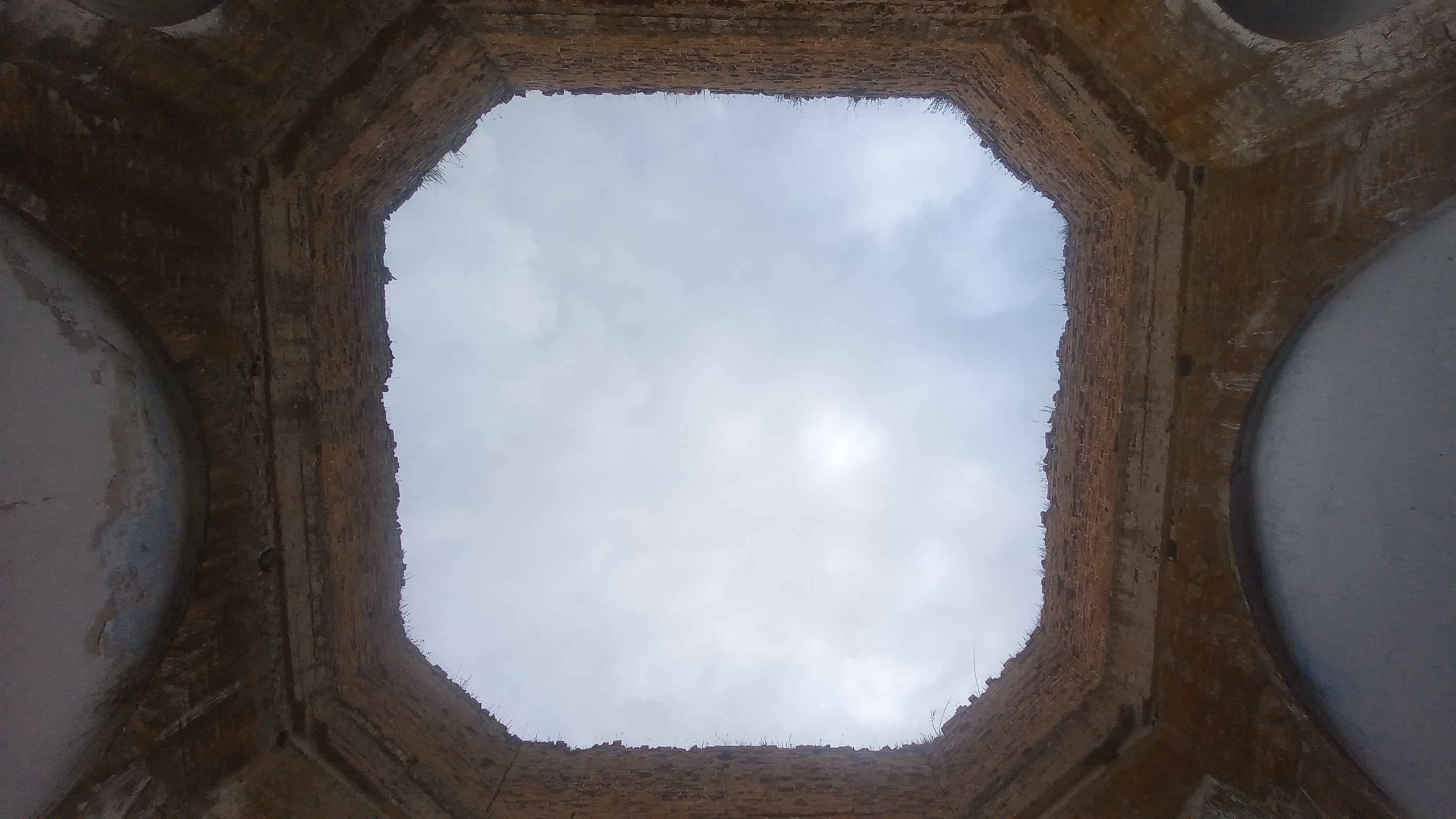
Залишки Склепіння Церкви Переможця Білоцерківці
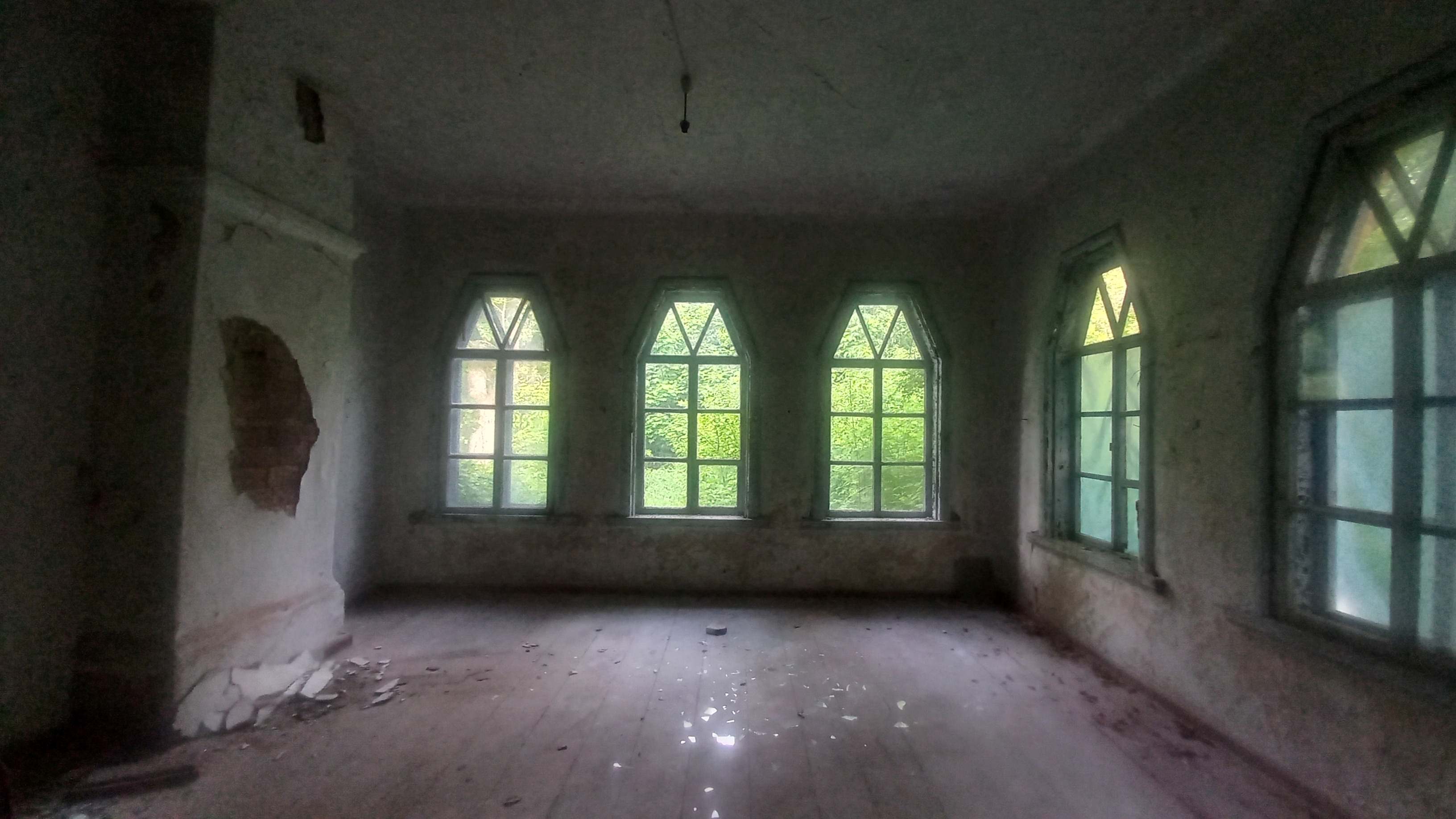
Клас школи земської двокомплектної, Білоцерківці

## Також
- Перелік населених пунктів, що постраждали від Голодомору 1932—1933 (Полтавська область)